# Where Is the Feeling?
»Where Is the Feeling?« je pesem Kylie Minogue, izdan kot tretji singl z albuma Kylie Minogue (1994). Singl, ki ga je producirala skupina Brothers in Rhythm je izšel 10. julija 1995.

## Ozadje
Pesem, ki so jo leta 1993 napisali za skupino Within a Dream, katere različica pesmi pa ni nikoli izšla, so na začetku nameravali izdati kot drugi singl z albuma Kylie Minogue, pa čeprav je na začetku skoraj niso vključili na album. Kakorkoli že, nazadnje je kot drugi singl z albuma izšla pesem »Put Yourself in My Place«. Nato so pesem kot singl nameravali izdati aprila 1995, vendar so izid nazadnje prestavili na julij, saj je Kylie Minogue takrat snemala film Bio-Dome.

## Videospot
V videospotu so uporabili remix pesmi »Where Is the Feeling?« skupine Brothers in Rhythm. V njem Kylie Minogue plava v bazenu, zakrinkana v ocean, in poljublja svojega partnerja.

## Sprejem
Pesem »Where Is the Feeling?« velja za komercialno najmanj uspešen singl Kylie Minogue v njeni celotni karieri. Vrteli so jo na izredno malo radijskih postajah, saj naj ne bi bila primerna temu. Večina radijskih postaj je raje kot originalno pesem predvajala BIR-ov remix, ki so ga uporabili tudi za televizijsko promocijo. Tudi BIR Dolphinov remix je doživel nekaj uspeha, saj so ga pogosto predvajali v nočnih klubih; zaradi eksperimentalnih in nežnih zvokov je ta remix tudi prejel največ hvale s strani oboževalcev.

## Seznam verzij
CD s singlom
1. »Where Is the Feeling?« (BIR Dolphinov remix) – 4:11
2. »Where Is the Feeling?« (BIR-ov soundtrack) – 13:28
3. »Where Is the Feeling?« (Da Feelinov klubski remix) – 10:48
4. »Where Is the Feeling?« (Moralesov remix) – 6:12
5. »Where Is the Feeling?« (BIR-ov remix) – 4:48

Kaseta s singlom
1. »Where Is the Feeling?" (BIR Dolphinov remix) – 4:11
2. »Where Is the Feeling?« (BIR-ov remix) – 4:48

Avstralska kaseta s singlom
1. »Where Is the Feeling?« (BIR Dolphinov remix) – 4:11
2. »Where Is the Feeling?« (BIR-ov soundtrack) – 13:28
3. »Where Is the Feeling?« (Da Feelinov klubski remix) – 10:48
4. »Where Is the Feeling?« (Moralesov remix) – 6:12
5. »Where Is the Feeling?« (BIR-ov remix) – 4:48

Gramofonska plošča s singlom
1. »Where Is the Feeling?« (BIR-ov soundtrack) – 13:28
2. »Where Is the Feeling?« (Da Feelinov klubski remix) – 10:48

Japonski CD s singlom
1. »Where Is the Feeling?« (verzija z albuma) – 6:59
2. »Confide in Me« – 5:51

Nov CD s singlom (neizdan)
1. »Where Is the Feeling?« (BIR Dolphinov remix)
2. »Living for Your Loving« (na začetku neizdan)
3. »Where Is the Feeling?« (Pharmacyjev remix)
4. »Where Is the Feeling?« (K-Klassov klubski remix)
5. »Where Is the Feeling?« (K-Klassov remix)

## Uradni remixi
1. »Where Is the Feeling?« (acoustic version) – 4:51
2. »Where Is the Feeling?« (različica z albuma) – 6:59
3. »Where Is the Feeling?« (remix Aphroheadza Powerlitea) – 6:24
4. »Where Is the Feeling?« (BIR-ov remix) – 4:06
5. »Where Is the Feeling?« (japonska radijska različica) – 4:57
6. »Where Is the Feeling?« (Moralesov razširjeni remix) – 9:55
7. »Where Is the Feeling?« (remix Thee Rad Vid Clash) – 7:08
8. »Where Is the Feeling?« (TKO-jev remix) – 8:09[2]
9. »Where Is the Feeling?« (Da Feelinov klubski remix) – 10:51
10. »Where Is the Feeling?« (Moralesov remix) – 6:12

## Nastopi v živo
Posnetek s pesmijo so predvajali na turneji:
- KylieFever2002 (prikazana v delu »The Crying Game Ballad Medley«)

Kylie Minogue je s pesmijo nastopila tudi v oddajah:
- Don't Forget Your Toothbrush
- The Steve Wright Show

## Dosežki
| Lestvica (1995)                        | Dosežek |
| -------------------------------------- | ------- |
| Avstralija (ARIA)                      | 31      |
| Združeno kraljestvo (UK Singles Chart) | 16      |